# Gioacchino di Alessandria
Papa Gioacchino Pany o anticamente Gioachimo (1448 – 1567), è stato papa e patriarca greco-ortodosso di Alessandria e di tutta l'Africa dal 1487 al 1567 ed è venerato come santo.
Fu eletto patriarca nel 1487. Quando l'Egitto fu occupato dal sultano turco Selim I, Gioacchino ricevette la garanzia che i suoi privilegi patriarcali non sarebbero stati toccati. Rimase in contatto con la dinastia degli zar russi, da cui riceveva supporto finanziario. Su istigazione del sinodo di Costantinopoli del 1544, acconsentì che i futuri Arcivescovi del Sinai fossero ordinati dal Patriarca di Gerusalemme. Nel 1565, il patriarca Josafat II di Costantinopoli si appellò a lui e altri patriarchi in merito alla propria deposizione.
Morì all'età di 119 anni.